# Gunnar Rönnberg
Sven Gunnar Rönnberg (i riksdagen kallad Rönnberg i Rundviksverken och Rönnberg i Umeå), född 30 januari 1909 i Rundvik i Nordmaling, död 16 januari 1977 i Umeå, var en svensk kontorsföreståndare och socialdemokratisk politiker.
Rönnberg var ledamot av riksdagens första kammare från 1962, invald i Västerbottens läns och Norrbottens läns valkrets.